# Grenzgänger im Raum Berlin 1948–1961

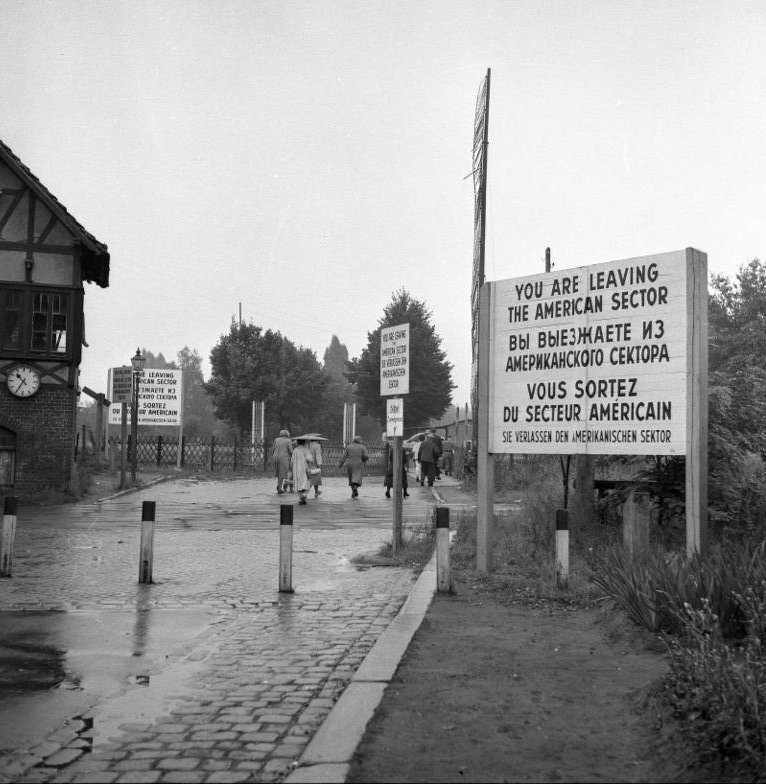
Grenzgänger am heute stillgelegten Berliner S-Bahnhof Düppel (1955).

Das Grenzgängerproblem im Berliner Raum ergab sich zu Beginn der Teilung Berlins in den Jahren 1948/49. Es resultierte aus den Zugehörigkeiten der Stadthälften zu unterschiedlichen Währungsgebieten einerseits und der historisch gewachsenen ungleichen Verteilung von Wohn- und Industriegegenden innerhalb der Stadt und im Umland mit entsprechenden Pendlerströmen andererseits. Die in Ost-Berlin regierende SED verleugnete in ihrer Propaganda den Gesamtberliner Charakter des Grenzgängerproblems und benutzte seine einseitige Darstellung zur Rechtfertigung der Berliner Mauer im August 1961.

## Entstehung
Nach Einführung der DM der Bank Deutscher Länder (DM-West) in den Westsektoren Berlins und der DM der Deutschen Notenbank (DM-Ost) in der Sowjetischen Besatzungszone und im sowjetischen Sektor Berlins entstand im Sommer 1948 im Raum Berlin ein Grenzgängerproblem. Rund 122.000 West-Berliner waren in Ost-Berlin oder im Berliner Umland beschäftigt und wurden dort mit DM-Ost entlohnt (Ost-Grenzgänger), während 76.000 Ost-Berliner in den Westsektoren Berlins arbeiteten, wo sie, in den ersten Monaten entsprechend einer allgemeinen Kappungsgrenze, in DM-West bezahlt wurden (West-Grenzgänger). Infolge des Umtauschkurses von bald 1:4, der der etwa vierfach höheren Kaufkraft der DM-West gegenüber der DM-Ost entsprach, war damit in Zukunft bei ungefähr gleichen Lohnsätzen in Ost und West die Existenz von über 120.000 West-Berliner Haushalten gefährdet.

## Regelung durch die westliche Lohnausgleichskasse
Um den einheitlichen Berliner Arbeitsmarkt aufrechterhalten zu können, schufen die Westmächte am 20. März 1949 zusammen mit dem Fortfall der Kappungsgrenze eine Lohnausgleichskasse für Beschäftigte der gewerblichen Wirtschaft. Dort konnten die Ost-Grenzgänger 60 % ihrer DM-Ost-Lohnsumme zum Kurs von 1:1 in DM-West umtauschen, während die West-Grenzgänger nur 10 % ihres Einkommens in DM-West ausgezahlt bekamen und 90 % in DM-Ost.
Weil die Ost-Grenzgänger in das politische und gesellschaftspolitische Programm der SED nicht einzubinden waren, reduzierte sie deren Zahl in wenigen Jahren durch Massenentlassungen und die Sperrung der West-Berliner Umlandgrenze (1952) auf 13.000. Das Problem der Ost-Grenzgänger, die Beschäftigte in Behörden, Polizisten oder Lehrer waren, löste sich schon 1948/49 bei der Spaltung Berlins. Sie durften ihre Arbeitsplätze nur behalten, wenn sie ihren Wohnsitz in den Ost-Sektor verlagerten. Von der Lohnausgleichskasse waren sie ohnehin nicht erfasst.
Dagegen misslang der SED eine entsprechende Senkung der West-Grenzgängerzahl. Sie lag, abgesehen von einem Einbruch um 1954, bis zur Errichtung der Berliner Mauer 1961 immer bei rund 40–60.000. Der Druck auf diese Grenzgänger durch Benachteiligungen bei der Wohnraumvergabe, bei den Ausbildungschancen der Kinder, den Erteilungen von Reisegenehmigungen und eine willkürliche Auslegung der Devisenbestimmungen bis zur Verhängung von Freiheitsstrafen führte nicht zur Aufgabe ihrer Arbeitsplätze in West-Berlin, sondern in über 50.000 Fällen zur Flucht in den Westen. Dennoch sank die Zahl der West-Grenzgänger nicht wesentlich. Wegen der Reduzierung der Ost-Grenzgänger konnte die Lohnausgleichskasse die Westgeldquote beim Lohnumtausch ständig erhöhen. Sie lag im August 1961 bei 40 %, mit einer Höchstgrenze von 275 DM. Die Aufnahme eines Arbeitsverhältnisses in West-Berlin war angesichts des Zugangs zum höherwertigen Warenangebot in West-Berlin und des günstigen Umtauschkurses trotz der Rechtsunsicherheit attraktiv.
Neben den im Ost- und West-Berliner Arbeitsmarkt registrierten Grenzgängern existierten West-Grenzgänger, die als Schwarzarbeiter besonders im Reinigungs-, Transport- und Gaststättengewerbe tätig waren. Ihre Beschäftigung war illegal, erfolgte unregelmäßig und stundenweise und hatte mit 8.000 bis höchstens 20.000 Teilnehmern, oft Rentnern, eine volkswirtschaftlich geringe Bedeutung.

## Die Lösung des Problems durch die SED

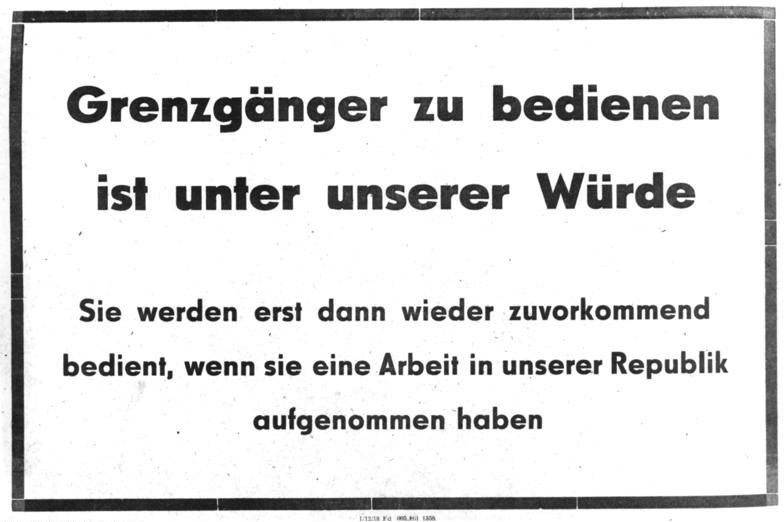
Propagandaplakat zum Problem der in West-Berlin arbeitenden DDR-Bürger. Dieses Plakat wurde in Geschäften des Kreises Königs Wusterhausen angebracht (1961)

Als die Republikflucht 1961 einen immer größeren Umfang annahm und die SED eine Lösung des Problems durch die Absperrung der Berliner Westsektoren ansteuerte, entfesselte sie gegen die West-Grenzgänger aus propagandistischen Gründen ein Kesseltreiben, das diese in Form öffentlicher Veranstaltungen und einer Pressekampagne als Verräter, Kriminelle und Schmarotzer hinstellte. Durch eine Reihe von neuen Vorschriften, die ab dem 1. August 1961 in Kraft traten, wurde den West-Grenzgängern eine Fortsetzung ihrer Beschäftigung in West-Berlin praktisch unmöglich gemacht.
Bevor jedoch diese Vorschriften greifen konnten, beseitigte die SED das Grenzgängerproblem im Berliner Raum durch Errichtung der Berliner Mauer am 13. August 1961. Zu diesem Zeitpunkt waren noch 12.000 Ost-Grenzgänger in Ost-Berlin beschäftigt, darunter 6.000 bei der Deutschen Reichsbahn. Die anderen waren zum großen Teil als Künstler (70 % des solistischen Personals der Staatsoper Unter den Linden waren West-Berliner) oder als Wissenschaftler, Techniker oder Ärzte tätig. Die Lohnausgleichskasse musste infolge des Ausbleibens der Lohneinzahlungen durch West-Grenzgänger ihre Zahlungen an die Ost-Grenzgänger einstellen. Letztere standen damit vor der Alternative, ihre Arbeitsplätze aufzugeben oder in den Osten überzusiedeln. Zur Übersiedlung entschlossen sich nur wenige Angehörige dieses für die DDR schwierig zu beschaffenden Personals und seine Arbeitsstellen blieben unbesetzt. Die SED nahm diesen Nachteil zugunsten der allgemeinen Absperrung der DDR in Kauf.
Die nun arbeitslosen ehemaligen West-Grenzgänger waren noch längere Zeit Diskriminierungen im Alltag ausgesetzt, wurden bei der Arbeitsbeschaffung unterhalb ihrer Qualifikation eingesetzt und standen unter polizeilicher Überwachung.

## Grenzgänger
- Richard Baier (* 1926), RIAS-Reporter
- Gerhard Bienert (1898–1986), Schauspieler am Deutschen Theater
- Horst Buchholz (1933–2003), Schauspieler
- Bruno Doehring (1879–1961), Domprediger und Professor an der Humboldt-Universität
- Walter Felsenstein (1901–1975), Intendant der Komischen Oper
- Anneliese Groscurth (1910–1996), politische Aktivistin und Ärztin
- Ruthild Hahne (1910–2001), Dozentin an der Kunsthochschule Berlin-Weißensee
- Fritz Hartung (1883–1967), Historiker, Professor an der Humboldt-Universität
- Arminius Hasemann (1888–1979), Bildhauer
- Hans Heinrich (1911–2003), Film- und Fernsehregisseur
- Margarete Berger-Heise (1911–1981), Mitglied des Berliner Abgeordnetenhauses und des Deutschen Bundestages
- Herbert Hirche (1910–2002), Professor an der Kunsthochschule Berlin-Weißensee
- Horst Kutscher (1931–1963), Todesopfer an der Berliner Mauer
- Ernst Legal (1881–1955), Intendant der Staatsoper Unter den Linden
- Günter Litfin (1937–1961), Todesopfer an der Berliner Mauer
- Hans Mahle (1911–1999), Generalintendant des Rundfunks der DDR
- Irene Meyer-Hanno (1899–1983), beschäftigt an Ost-Berliner Theatern
- Rudolf Müller (* 1931), Fluchthelfer an der Berliner Mauer
- Ernst Niekisch (1889–1967), Mitglied der Volkskammer, Professor an der Humboldt-Universität
- Kurt Neubauer (1922–2012), Berliner Bundestagsabgeordneter
- Ilse Pagé (1939–2017), Filmschauspielerin
- Abraham Pisarek (1901–1983), Fotograf
- Liselotte Richter (1906–1968), Professorin an der Humboldt-Universität
- Ernst Roters (1892–1961), Filmkomponist bei der DEFA
- Kurt Scharf (1902–1990), Vorsitzender des Rates der Evangelischen Kirche der Union (EKU)
- Gustav Schmahl (1929–2003), Konzertmeister des Rundfunk-Sinfonieorchesters Berlin
- Wolfgang Staudte (1906–1984), Filmregisseur
- Ingeborg Weber-Kellermann (1918–1993), stellvertretende Direktorin am Institut für deutsche Volkskunde der Deutschen Akademie der Wissenschaften zu Berlin (DAW)